# Носырев, Михаил Иосифович
 Михаил Иосифович Но́сырев (1924—1981) — советский композитор и дирижёр, автор балетов, симфоний, концертов, квартетов.

## Биография
Родился 28 мая 1924 года в Ленинграде. Закончил 10 классов при ЛГК имени Н. А. Римского-Корсакова.
В 1941 году был принят в консерваторию без экзаменов. Во время войны находился в блокадном Ленинграде, играл в оркестрах, оставшихся в осаждённом городе.
В конце 1943 года Михаил Носырев в возрасте девятнадцати лет был репрессирован, приговорен Военным трибуналом к расстрелу. Смертную казнь заменили десятью годами лагерей. В Воркутинском музыкально-драматическом театре был концертмейстером и дирижёром.
После освобождения Михаил Носырев работал в Коми республиканском театре драмы (город Сыктывкар), где дирижировал оркестром, сочинял музыку к театральным постановкам. Женился на поэтессе, известной воронежской журналистке Эмме Моисеевне Носыревой.
В 1958 году Носырева пригласили на работу дирижёром Воронежского государственного театра музыкальной комедии (позднее государственного театра оперы и балета). За 23 года с его участием были поставлены десятки оперных и балетных спектаклей. Здесь были созданы все его выдающиеся произведения: балеты, симфонии, инструментальные концерты. Балет «Песнь торжествующей любви», написанный композитором по одноимённой повести И. С. Тургенева, шёл на сцене Воронежского театра около двадцати лет.
В 1967 году он стал членом СК СССР. Рекомендацию для вступления дал ему Д. Д. Шостакович.
Трагически ушёл из жизни 24 марта 1981 года. Похоронен в Воронеже на Юго-Западном кладбище.
Полностью реабилитирован Верховным судом СССР в 1988 году посмертно.

## Творчество

Михаил Носырев за дирижёрским пультом

Стиль Носырева вбирает в себя традиции отечественного и мирового музыкального искусств: Малера и Шостаковича в инструментальной музыке, Бородина и Хачатуряна — в театральной.
В четырёх симфониях и трёх инструментальных концертах Носырева воплощён главный конфликт мироощущения композитора — противостояние творческой личности и бездуховной государственной машины.

## Произведения

### Симфонии
- Первая симфония (1965)
- Вторая симфония памяти Д. Д. Шостаковича (1977)
- Третья симфония (1978)
- Четвёртая симфония (1980)

### Концерты
- Концерт для скрипки с оркестром (1971)
- Концерт для виолончели с оркестром (1973)
- Концерт для фортепиано с оркестром (1974)

### Балеты
- «Этого забыть нельзя» (1966)
- «Песнь торжествующей любви» (1969) — по повести И. С. Тургенева
- «Донская вольница» (1976)

### Камерно-инструментальные произведения
- Сонатина для фортепиано (1947)
- Четыре прелюдии для арфы (1964)
- Ноктюрн для флейты и фортепиано (1968)
- Три квартета (1968, 1972, 1980)

### Сочинения разных жанров
- Сказка. Симфоническая поэма (1947)
- Каприччио для скрипки с оркестром (1957)
- Баллада о погибшем воине для солиста, хора и оркестра (1958)
- Ноктюрн для смешанного хора a cappella (1979)

Все крупные сочинения Михаила Носырева были изданы фирмой звукозаписи «Олимпия» (Великобритания).
В настоящее время в издательстве «Композитор (СПб)» готовятся к публикации все основные партитуры композитора.